# Opogona melanopasta
Opogona melanopasta är en fjärilsart som beskrevs av Diakonoff 1955. Opogona melanopasta ingår i släktet Opogona och familjen äkta malar. Inga underarter finns listade i Catalogue of Life.